# Selección femenina de hockey sobre hielo de Escocia
La selección femenina de hockey sobre hielo de Escocia fue el equipo de hockey sobre hielo de Escocia. Desde 1991 el equipo ha participado en cuatro amistosos.

## Récord contra otras selecciones
| Equipo     | GP | W | T | L | GF | Georgia |
| ---------- | -- | - | - | - | -- | ------- |
| Inglaterra | 3  | 0 | 1 | 2 | 2  | 11      |
| Gales      | 1  | 0 | 0 | 1 | 0  | 7       |
| Total      | 4  | 0 | 1 | 3 | 2  | 18      |